# Bitwa o Treasury Islands
Bitwa o Treasury Islands – bitwa w czasie II wojny światowej, mająca miejsce pomiędzy 27 października a 12 listopada 1943 roku na wyspach Treasury, na Wyspach Salomona, będąca częścią teatru działań na Pacyfiku. Alianci zaatakowali okupowane przez Japończyków wyspy w celu zabezpieczenia wysp Mono i Stirling, zbudowania na pierwszej z nich stacji radarowej, oraz późniejszego używania wysp jako miejsca etapowego do ataku na Bougainville. Atak na wyspy Treasury był częścią długoterminowego alianckiego planu izolowania Bougainville i Rabaulu i likwidacji liczącego 24 tysiące żołnierzy wrogiego garnizonu w tamtym rejonie Wysp Salomona.

## Preludium
1 października 1943 roku wyspa Choiseul oraz Treasury Islands nadal znajdowały się w rękach Japończyków. Planiści na południowym Pacyfiku wymyślili, że jednoczesne lądowanie na tych wyspach wprowadzi w błąd nieprzyjaciela i odwróci jego uwagę od Bougainville. Amerykanie nie zamierzali okupować Choiseul, bo nie miała ona żadnej wartości wojskowej, ale zajęcie wysp Treasury z ich Blanche Harbor umożliwiłoby zbudowanie tam stacji radarowej, bazy dla kutrów torpedowych i punktu etapowego dla małych jednostek kierujących się na Bougainville.
Admirał Theodore Wilkinson już od dawna oczekiwał rozkazu zajęcia wysp Treasury. Nocą z 22 na 23 sierpnia 1943 roku admirał wysłał oddział komandosów Marines na pokładzie okrętu podwodnego USS „Greenling”. Wysłani Marines zlokalizowali plażę najlepiej nadającą się do wykonania desantu, wybrali miejsce na założenie stacji radarowej, a następnie szybko się wycofali. Dwa miesiące później, nocą z 21 na 22 października, na wyspie Mono wylądowała druga grupa zwiadowców, która przybyła na pokładzie kutra torpedowego. Zebrali dokładne dane o pozycjach wroga i oszacowali jego liczebność na jedynie 225 ludzi. Następny kuter torpedowy wysadził na brzeg grupę żołnierzy, którzy przecięli kable telefoniczne łączące japoński punkt obserwacyjny przy wejściu do Blanche Harbor z główną pozycją obronną.

## Przebieg operacji
Operacja o nazwie Goodtime została przeprowadzona przez armię Nowej Zelandii, wspieraną przez siły amerykańskie. Nowozelandzka 8 Brygada Piechoty, przydzielona do amerykańskiego I Korpusu Amfibijnego z III Sił Ekspedycyjnych, rozpoczęła desant 27 października o godzinie 6:06. Pierwszym rzutem dowodził kontradmirał George H. Fort. Po krótkim przygotowaniu artyleryjskim dokonanych przez niszczyciele, oraz po nalotach lotniczych o świcie, żołnierze wylądowali z obu stron Blanche Harbor. Pomimo japońskiego ognia z moździerzy starty alianckie były niewielkie, a wszystkie transportowce zostały rozładowane i odeszły od brzegu przed godziną 20:00. Niszczyciel transportowiec „McKean” wysadził na brzeg w Soanatalu, w północnej części wyspy Mono, ekipę techników, którzy w ciągu czterech dni zdążyli zainstalować radar. W pierwszej fali desantu wylądowało 3795 ludzi, a w ciągu następnych 20 dni do brzegu przybiły kolejne cztery fale. Bitwa o wyspy Treasury była dla nowozelandzkich żołnierzy pierwszą operacją desantową od czasu bitwy o Gallipoli w 1915 roku.
Nowością podczas tej operacji było użycie lekkich, zaimprowizowanych kanonierek, do bezpośredniego wsparcia ogniowego jednostek desantowych. Był to pomysł komandora Roya T. Cowdreya, oficera technicznego w sztabie admirała Halseya. Dwie barki desantowe piechoty, LCI-24 i LCI-68, otrzymały dodatkowe uzbrojenie w postaci trzech działek 40 mm, dwóch 20 mm, i pięciu karabinów maszynowych kal. 12,7 mm. Wymagało to obsadzenia barek dużo większą załogą, kosztem zmniejszenia ich możliwości transportowych. Nowe jednostki, nazwane LCI(G) okazały się odpowiedzią na prośby żołnierzy szturmujących brzeg o bezpośrednie wsparcie wojskowe. Po zabezpieczeniu przyczółka na Bougainville, LCI(G) poddano kolejnym modyfikacjom i udowodniły one swoją wartość w każdej kolejnej operacji wojskowej na Pacyfiku.
Sprawcami najbardziej spektakularnego zdarzenia podczas tego desantu byli żołnierze Seabees. Kiedy jeden z LST opuścił rampę i otworzył furty, aby wyładować na brzeg przewożonych ludzi i sprzęt, nieprzyjacielski bunkier, który przetrwał bombardowanie artyleryjskie, otworzył ogień prosto w otwarte wrota okrętu. Gotowy do zjechania na ląd buldożer Seabees podniósł lemiesz i używając go niczym stalowej tarczy, ruszył na bunkier. Kiedy buldożer dotarł bezpośrednio przed bunkier, opuścił lemiesz i pogrzebał Japończyków w piasku koralowca.
Na wyspach Japończycy dali się Amerykanom kompletnie zaskoczyć. Mimo że mieli ważną bazę morską i przystań wodnosamolotów w odległości zaledwie 25 mil na wyspach Shortland, nie spostrzegli co się dzieje, dopóki alianckie wojsko nie znalazło się na brzegu. 27 października o 15:30 niszczyciele „Cony” i „Philip” stały się celem pierwszego japońskiego ataku z powietrza przeprowadzonego przez 25 bombowców Val. Niszczyciele i samoloty Airsols zestrzeliły 12 z nich, ale „Cony” został trafiony w rufę. Zalana została lewoburtowa maszynownia, ośmiu ludzi zginęło, a 10 odniosło rany. Niszczyciel odszedł do Tulagi, holowany przez holownik floty „Apache”.
1 listopada nowozelandzka flaga zawisła nad ruinami Falamae, stolicą wysp i przywrócono cywilną administrację. Jedenaście dni później ogłoszono, że na wyspie nie ma już żadnych japońskich sił, ale pojedynczy Japończycy, chowający się w dżungli, byli widziani jeszcze w styczniu 1944 roku.

## Po bitwie
Do 6 listopada, kiedy wylądowała trzecia fala desantu, zakończono operacje oczyszczające na wyspach Treasury. Szybko założono bazę kutrów torpedowych na wyspie Stirling. Przed końcem miesiąca Seabees rozpoczęli tam pracę nad lotniskiem i Blanche Harbor stał się ważnym punktem etapowym do Bougainville.
Operacja ta, razem z Operacją Blissful, miała na celu odwrócić uwagę japońskiej 17. Armii od następnego głównego celu aliantów na Wyspach Salomona. Zdobyte później dokumenty ujawniły, że w Rabaulu spodziewano się lądowania w Zatoce Cesarzowej Augusty, jednak w japońskiej kwaterze głównej w Kahili sądzono, że to Shortland i Choiseul stanowiły główne cele i wydano odpowiednie dyspozycje. Sukces operacji na wyspach Treasury pomógł również w planowaniu kolejnych desantów na Pacyfiku.